# Сьредниця-Павловента
Сьредниця-Павловента (пол. Średnica-Pawłowięta) — село в Польщі, у гміні Шепетово Високомазовецького повіту Підляського воєводства.
Населення — 134 особи (2011).
У 1975-1998 роках село належало до Ломжинського воєводства.

## Демографія
Демографічна структура станом на 31 березня 2011 року:
|          | Загалом | Допрацездатний вік | Працездатний вік | Постпрацездатний вік |
| -------- | ------- | ------------------ | ---------------- | -------------------- |
| Чоловіки | 65      | 13                 | 44               | 8                    |
| Жінки    | 69      | 14                 | 39               | 16                   |
| Разом    | 134     | 27                 | 83               | 24                   |